# Иван Митев (революционер)
Иван Митев Алексов е български революционер, деец на Вътрешната македоно-одринска революционна организация и Вътрешната македонска революционна организация.

## Биография
Иван Митев е роден в 1878 година в щипското село Танатарци, тогава в Османската империя, днес в Северна Македония. Влиза във ВМОРО и става четник на Тодор Александров, а по-късно и при Ефрем Криводолски и Иван Бърлов. Участва в много сражения. В 1908 година се изселва в Свободна България.
Взима участие във войните за национално освобождение (1912 – 1918).
След Първата световна война, участва във възстановената ВМРО, като минава с чети в Югославия, за да, както сам казва, поддържа „бойния дух у македонските българи“. Многократно е раняван.
На 28 март 1943 година, като жител на Долани, Щипско, подава молба за българска народна пенсия, която е одобрена и пенсията е отпусната от Министерския съвет на Царство България.